# (1193) Àfrica

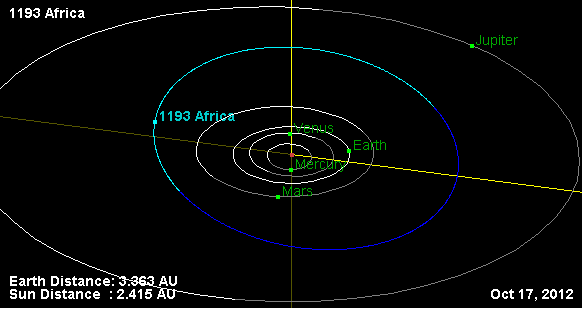
Òrbita de l'asteroide (1193) Africa.

(1193) Africa és un asteroide que forma part del cinturó d'asteroides i va ser descobert per Cyril V. Jackson des de l'observatori Union de Johannesburg, República Sud-africana, el 24 d'abril de 1931.

## Designació i nom
Africa es va designar al principi com 1931 HB. Més tard va ser nomenat pel continent d'Àfrica.

## Característiques orbitals
Africa està situat a una distància mitjana del Sol de 2,646 ua, i pot allunyar-se fins a 2,973 ua. La seva excentricitat és 0,1235 i la inclinació orbital 14,14°. Triga a completar una òrbita al voltant del Sol 1.572 dies.